# خیپستا
خیپستا (گرجی: ხიფსთა) یک رودخانه در قفقاز غربی در جمهوری آبخاز است.